# Tommy Browell
Tommy Browell (ur. 19 października 1892, zm. 5 października 1955) – angielski piłkarz, który występował na pozycji napastnika.

## Kariera klubowa
W 1910 został zawodnikiem Hull City, w którym zanotował 48 występów ligowych i zdobył 32 bramki. W grudniu 1911 przeszedł do Evertonu za 1650 funtów. W sezonie 1911/1912 był najlepszym strzelcem zespołu. W sumie, biorąc pod uwagę rozgrywki ligowe i pucharowe, w Evertonie zagrał w 60 meczach i zdobył 37 bramek, w tym dwa hat-tricki w spotkaniach pucharowych.
W październiku 1913 został sprzedany za 1780 funtów do Manchesteru City. W barwach nowego klubu zadebiutował 8 listopada 1913 w przegranym 1:2 meczu przeciwko The Wednesday, w którym zdobył bramkę. W City wystąpił łącznie w 247 meczach, zdobywając 139 bramek. We wrześniu 1926 przeszedł do Blackpool, w którym grał do 1930 roku.
W latach siedemdziesiątych XX wieku jedną z ulic nieopodal stadionu Maine Road w Manchesterze nazwano Tommy Browell Close.